# ロバート・タフト・シニア
ロバート・タフト・シニア(Robert Taft, Sr.、Robert Taft、Robert Taft Iとも、1640年頃 - 1725年2月8日)はタフト家初代。オックスブリッジ伯爵の子孫であるとアルフォンソ・タフトの伝記の付録に記載されている。

## 初期の歴史
イングランドで生まれ、1675年（または1678年）には、マサチューセッツ州ブレインツリーにいたことが知られている。1669年からメンドンにいたとの記述もある。1675-1680年ころまでブレインツリーにおり、サラ・シンプソンと結婚した。その後メンドンに引っ越した。子供は、ロバート・アンド・サラ・トーマス・タフト(メンドンで1671年生)、ロバート・タフト(ブレインツリーで1674年生)、ダニエル・タフト(ブレインツリーで1677年生)、ジョセフ・タフト(メンドンで1680年生、エリザベス・エマーソンと結婚。)、ベンジャミン・タフト(マサチューセッツ州ブリストルで1684年3月31日生)。

## 家産
元々の屋敷はメンドンの一部(後のアクスブリッジ)にあった。1679年の土地の証書を買った。前所有者クラウン大佐は、フィリップ王戦争中にこの地を離れ、再びこの地に 戻らなかったという。 1680年にこの地に屋敷を建てた。

## 仕事
アルフォンソ・タフトの伝記によると、現在のアクスブリッジのイーストハートフォード通り近くのクラウン大佐の土地に住んでいた。1709年、息子達とブラックストーン川に橋を架けたことでも知られる。元々はブラックストーン川と運河遺産州立公園の有名な石のアーチ橋の近くに架けられた。この道路Middle Post Roadとして知られる。 

## 子孫
子孫はオハイオ州を中心に全米に広がり、多数の政治家を輩出した。孫ウィリアム・タフトはアメリカ合衆国大統領、曾孫ジョサイア・タフトの妻リディア・タフトはアメリカ初の女性有権者である。

## 死
1725年、ウースター郡アクスブリッジ（当時はサフォーク郡）で死亡した。